# Bernardino Díaz Ochoa
Bernardino Díaz Ochoa (1941-1971) fue un campesino, sindicalista y revolucionario nicaragüense.
Bernardino Díaz, junto a su mujer Benigna Mendiola, organizó entre el campesinado de Nicaragua un movimiento sindical que serviría de base para la lucha guerrillera del Frente Sandinista de Liberación Nacional (FSLN). 
Suya es la frase que inspiraría la Reforma Agraria: 

«Nosotros no somos peces para vivir del mar. No somos aves para vivir del aire. Somos hombres para vivir de la tierra.»

## Biografía
Benardino Díaz nació en 1941. En 1963 comenzó junto a su mujer Benigna Mendiola, también campesina, a crear sindicatos por diferentes áreas rurales de la montaña del departamento de Matagalpa. El primer sindicato lo crearon en la Tronca, suguio, como cuenta la  Benigna del 

fue acusado del robo de una madera, y él vino a buscar quién lo defendiera en Matagalpa, y se fue a la Inspectoría del Trabajo, y fue cuando ve la necesidad de formar un sindicato. Fue el primero, ahí formamos la Junta Directiva, donde quedó Bernandino, yo, la Moncha Díaz y Santiago Arteta. Había cuatro haciendas, sindicalizamos a la gente y empezamos a defenderlos para que no robaran el séptimo día ni el salario mínimo. Eran campamentos llenos de jelepates y pulgas; servían de comida una tortillota en la mano que debían doblarla como un embudo y ahí, plas, la cucharada de frijoles parados, cocidos en grandes tucos de barril. Esos frijoles eran morados, y si no llevaba el trabajador su tarrito, pues no bebía café.

 Pronto se realizaron otros en poblaciones como Bijagüe, Bocaycito, Yazcas, Waslala, Caño Negro y Quilito. Estas organizaciones campesinas eran camufladas como clubs campesinos evitando de esta forma su disolución por la Guardia Nacional. Fue ella junto con su esposo quien ingresó al sindicato a Petrona Hernández López, más conocida como Amanda Aguilar, y a otras mujeres al sindicato.
Benardino Díaz fue encarcelado en varias ocasiones por su militancia sandinista, sobre todo a raíz de la llamada "Gesta de Pancasán". El 3 de septiembre de 1971  hecho prisionero por la Guardia Nacional en  La Tronca, departamento de Matagalpa, torturado y asesinado su cadáver se halló  en Yali, cerca de Wasaka.
Fue miembro del Partido Socialista de Nicaragua y perteneció al FSLN. En su honor muchas cooperativas y centros campesinos llevan su nombre y el gobierno de Nicaragua creó, el 16 de diciembre de 1987, la Orden Bernardino Díaz Ochoa.